# Bonomi B.S. 7 Allievo Italia
L'Allievo Italia era un aliante libratore da scuola, monoposto ad ala alta prodotto dall'azienda italiana Aeronautica Bonomi negli anni trenta.

## Tecnica
Era caratterizzato da un'ala rettangolare controventata da due montanti, posto di pilotaggio aperto e trave di coda.
Le ali erano ripiegabili, in modo da poter trasportare agevolmente il velivolo su un assale a ruote gommate a rimorchio di un autoveicolo.
Il corpo centrale era costituito da una trave in legno a sezione triangolare, completamente a sbalzo, sulla quale era il posto di pilotaggio (completamente aperto). Le ali erano supportate da montanti a V costituiti da tubi d'acciaio carenati.